# 庫納爾河

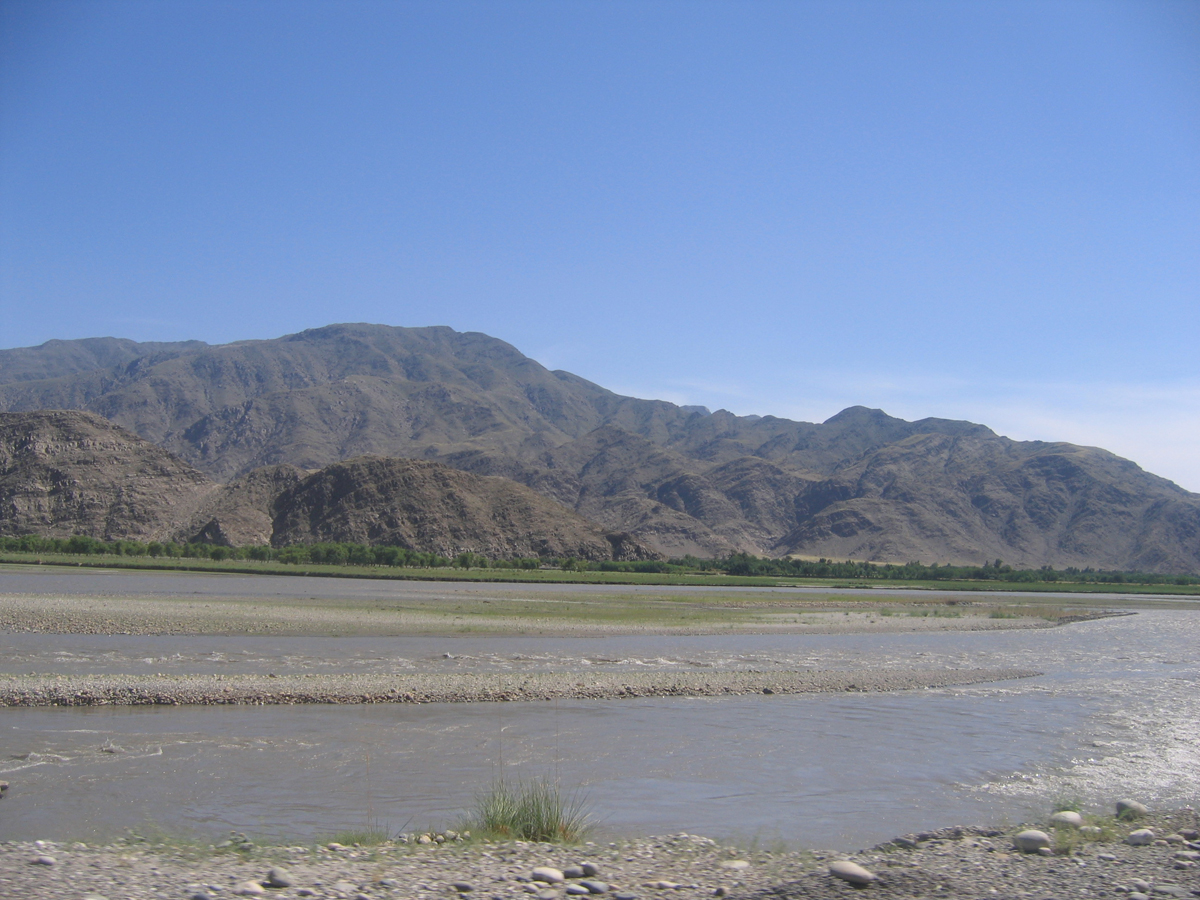
庫納爾河

庫納爾河（英語：Kunar River），又稱吉德拉爾河（Chitral River），位於巴基斯坦北部與阿富汗東北部，是喀布爾河左岸的一條支流，幹流長度約480公里，水源來自興都庫什山脈融化的冰川與雪水。該河是印度河水系的一部分，古代稱為卡馬河（Kama River）。
庫納爾河發源於開伯爾-普什圖省奇特拉爾縣東北部冰川，源流稱為耶尔洪河（Yarkhun River），流至默斯杜杰匯集左側支流後改稱馬斯土治河。續流至吉德拉爾谷地匯集右側支流盧特霍河（Lutkho River）後，改稱吉德拉尔河。幹流續流經吉德拉爾，於匯集左側支流希希河（Shishi River）後轉向西南流，隨後流入阿富汗庫納爾省、楠格哈爾省。最終於賈拉拉巴德附近注入喀布爾河。